# اورنوک (شهرستان ایسیق‌کول)
اورنوک (به لاتین: Örnök) یک منطقهٔ مسکونی در قرقیزستان است که در شهرستان ایسیق‌کول واقع شده‌است. اورنوک ۱٬۰۹۹ نفر جمعیت دارد.